# Бирюк, Лев Васильевич
Лев Васильевич Бирюк (укр. Лев Васильович Бірюк; род. 1946, Городня, Черниговская область) — украинский политический деятель. Член партии Всеукраинское объединение «Батькивщина».

## Биография
Родился 31 мая 1946 года в городке Городня Черниговской области. Отец Василий Иванович — работник облавтоуправления. Мать Нина Петровна — заведующая отделом областного управления статистики. В 1956 году семья переехала в Хмельницкий.
Окончив среднюю школу № 1 Хмельницкого, работал на кирпичном заводе и заводе кузнечно-прессового оборудования, служил в армии. В 1969—1977 годах — электрик на судах заграничного плавания (Новороссийское морское пароходство).
С 1977 года — слесарь-сборщик, спортинструктор Хмельницкого завода «Темп», старший преподаватель Хмельницкого ПТУ № 25.
В 1988 году заочно окончил Каменец-Подольский педагогический институт (ныне Каменец-Подольский национальный университет) по специальности преподаватель физической культуры и спорта.
С февраля 1989 года — в составе координационного центра содействия Народного Руха Украины. С 1989 года — председатель Хмельницкой городской организации НРУ. С 1990 года — председатель Хмельницкой краевой организации НРУ. В 1990—1994 годах — депутат Хмельницкого областного совета. В 1994—2002 годах — депутат Хмельницкого городского совета. В 1992—1993 годах — заведующий управлением оргработы Секретариата НРУ.
С сентября 1990 года — помощник-консультант народного депутата Украины. С 1994 года — председатель Хмельницкой городской организации НРУ. 1997—1999 — председатель Хмельницкой краевой организации НРУ. Член Центрального провода НРУ (1992—1999). Председатель Хмельницкой областной организации Руха (УНР), член Центрального провода Руха (УНР) (декабрь 1999 — январь 2003), председатель Хмельницкой областной организации УНП, член Центрального провода УНП (января 2003—2005); редактор газеты «Рух».
С 1994 года — кандидат в народные депутаты Украины, Центральный избирательный округ № 406 Хмельницкой области, выдвинут избирателями, 1-й тур — 16,21 %, 2-е место из 18 претендентов, 2-й тур — 30,43 %, 2-е место из двух претендентов.
В 1998 году — кандидат в народные депутаты Украины, Хмельницкая область, от НРУ, № 67 в списке. Появилось 67,9 %, «за» 13,5 %, 3 место из 20 претендентов. На время выборов: председатель Хмельницкой областной организации НРУ. 
Народный депутат Украины IV созыва (избран в марте 2005) от блока Виктора Ющенко «Наша Украина», № 76 в списке. На время выборов: помощник-консультант народного депутата Украины, член Руха (УНР). Член фракции «Блок Юлии Тимошенко» (с марта 2005 года). Член Комитета по вопросам социальной политики и труда (с апреля 2005).
Народный депутат Украины V созыва с мая 2006 до июня 2007 от «Блока Юлии Тимошенко», № 111 в списке. На время выборов: народный депутат Украины, член партии ВО «Батькивщина». Член фракции «Блока Юлии Тимошенко» (с мая 2006). Член Комитета по вопросам социальной политики и труда (с июля 2006). 12 июня 2007 досрочно прекратил свои полномочия во время массового сложения мандатов депутатами-оппозиционерами с целью проведения внеочередных выборов в Верховную Раду.
Народный депутат Украины 6-го созыва с ноября 2007 до декабря 2012, избран по спискам БЮТ. Председатель подкомитета по вопросам организации работы Верховной Рады Украины Комитета Верховной Рады Украины по вопросам Регламента, депутатской этики и обеспечения деятельности Верховной Рады Украины. Член Постоянной делегации в Парламентской ассамблее Организации по безопасности и сотрудничеству в Европе. Руководитель группы по межпарламентским связям с Великой Социалистической Народной Ливийской Арабской.
Кавалер ордена «За заслуги» III степени (август 2011).

### Семья
Жена Наталья Леонидовна — инженер предприятия «Облтопливо». Дочь Юлия, сын Дмитрий.